# اجیدیو تورچی
اجیدیو تورچی (انگلیسی: Egidio Turchi; ۴ اکتبر ۱۹۱۳ – ۲ دسامبر ۱۹۵۴) بازیکن فوتبال اهل ایتالیا بود.
از باشگاه‌هایی که در آن بازی کرده‌است می‌توان به باشگاه فوتبال اینتر میلان، باشگاه ورزشی لاتزیو، باشگاه فوتبال پیستویزه، باشگاه فوتبال لیورنو، باشگاه فوتبال پالرمو، و باشگاه فوتبال ناپولی اشاره کرد.